# (4379) Snelling
(4379) Snelling est un astéroïde de la ceinture principale.

## Description
(4379) Snelling est un astéroïde de la ceinture principale. Il fut découvert le 13 août 1988 à l'observatoire Palomar par Carolyn S. Shoemaker et Eugene M. Shoemaker. Il présente une orbite caractérisée par un demi-grand axe de 3,16 UA, une excentricité de 0,12 et une inclinaison de 21,7° par rapport à l'écliptique.

## Compléments